# 콘스탄티노폴리스의 아르메니아 총대주교청
콘스탄티노폴리스의 아르메니아 총대주교(아르메니아어: Պատրիարքութիւն Հայոց Կոստանդնուպոլսոյ)는 아르메니아 사도교회의 두 총대주교 중 하나이다. 터키에서는 '이스탄불의 아르메니아 총대주교(튀르키예어: İstanbul Ermeni Patriği)'라 칭한다.
현 총대주교는 메스롭 2세이며 총대주교좌는 이스탄불 파티흐구의 쿰카프에 설치되어 있다.

## 개요
1453년 콘스탄티노폴리스의 함락 이후 1461년 호바킴 1세를 시작으로 총대주교좌가 설치.
현재 콘스탄티노플 총 대주교 관하의 신자수는 9만가량이며 터키 내에서는 3만 5천에서 4만 5천명으로 가장 큰 공동체를 보유하고 있다.

## 같이 보기
- 콘스탄티노폴리스 세계 총대주교
- 총대주교
- 아르메니아 사도 교회
- 기독교